# Čerín
Čerín (in tedesco Fanischhain, in ungherese Cserény) è un comune della Slovacchia ubicato nel distretto di Banská Bystrica, facente parte della regione omonima.
Conserva una chiesa in stile gotico del XIV secolo. 

## Storia
Il villaggio è citato per la prima volta nel 1300 con il nome di Cheren quando venne donato dalla corona ungherese ad un certo Paul (Pavol) figlio di Demeter, conte di Zvolen. Il villaggio successivamente passò ai Signori di Vígľaš. Nel 1578 venne saccheggiato dai Turchi.